# Eurynomos (Sohn des Magnes)
Eurynomos ist eine Gestalt der griechischen Mythologie. Auf Grund seiner Abstammung und der geographischen Verortung gehört er möglicherweise zum sagenhaften Volksstamm der Lapithen. Hauptquelle für ihn sind die Scholien zu einem Stück des Euripides, zu den Phönikerinnen.

## Name
Der Name entspricht dem griechischen Εὐρύνομος, Eurýnomos, lateinisch und deutsch mit derselben Betonung auch Eurýnomus; zusammengesetzt aus εὐρύς, eurýs, weit, weithin und νόμος, Gesetz, Vorschrift, damit wäre er ein „Weithinwaltender oder ‑schaltender“. Der durchaus heroische Name passt gut zu einem Lapithen und zu der hohen Abstammung, spiegelt sich aber kaum wieder in seinen überlieferten Taten.

## Familie
Ἦσαν δὲ Εὐρύνομως xαὶ Ἠϊωνεύς υἱοὶ Μάγνητος τοῦ Αἰολίδου καὶ Φυλοδίκης – Sie, Eurynomos und Eïoneus, waren die Söhne des Aioliden Magnes und der Phylodike, er war also der Bruder des Eioneus, außerdem der Vater des Hippios und der Orsinome.

## Mythos
Eurynomos habe mit den Kentauren gekämpft, für die Griechen ein durchaus heldenhaftes Unterfangen. Möglicherweise hat dieser Hinweis Ovid dazu veranlasst, einen gleichnamigen Kentauren zu erfinden, siehe Eurynomos (Kentaur). Sein Sohn Hippios soll von der Sphinx getötet worden sein. Einzig seiner Tochter Orsinome gelingt der königliche Aufstieg. Sie heiratet Lapithes, den König der Lapithen, und bekommt zwei Söhne, Phorbas und Periphas. Sonst hat der Weithinwaltende nichts zu bieten, sein Name ragt zwar heraus, doch reduziert sich seine mythologische Rolle auf die eines familiären Mittelsmanns hin zu größeren Helden und bedeutenderen Geschichten.